# Эклизи-Бурун
Эклизи́-Буру́н (укр. Еклізі-Бурун, крымскотат. Eklizi Burun, Эклизи Бурун) — самая высокая (1527 м) вершина плато Чатыр-Даг.
Название горы имеет смешанное тюркско-греческое происхождение и переводится на русский как «Церковный мыс» (εκκλησıα — «церковь» в переводе с греческого, burun — «мыс» в переводе с крымскотатарского). На ней находятся практически уничтоженные развалины греческой церкви, называвшейся Панагия (Παναγıα — «Всесвятая»), куда греки раз в году восходили многолюдным ходом для молитв. Панагией именуются места, находящиеся под покровительством Богородицы. После осуществлённого Потёмкиным в 1778 году выселения христиан из Крыма церковь опустела и была разрушена, как и многие храмы на территории полуострова.
Под Эклизи-Буруном, в урочище Ай-Чокрак, обнаружены остатки средневекового укрепления. Для защиты южного побережья византийским императором Юстинианом I в VI в. н. э. возводились оборонительные стены. Возможно, что эта стена входила в систему заградительных стен, частично сохранившихся под Эклизи-Буруном. Это укрепление находилось на одной из древних дорог к морю, где была построена приморская крепость Алустон (современная Алушта).
Недалеко от вершины на высоте около 1500 метров над уровнем моря располагается самая высокая пещера Крыма Эклизи-Коба.